# Route 32 (Islande)
Pour les articles homonymes, voir Route 32.
La Route 32 (Þjóðvegur 32) ou Þjórsárdalsvegur est une route islandaise reliant la route 30 (à l'est de Selfoss) à la route F26.

## Galerie de photos

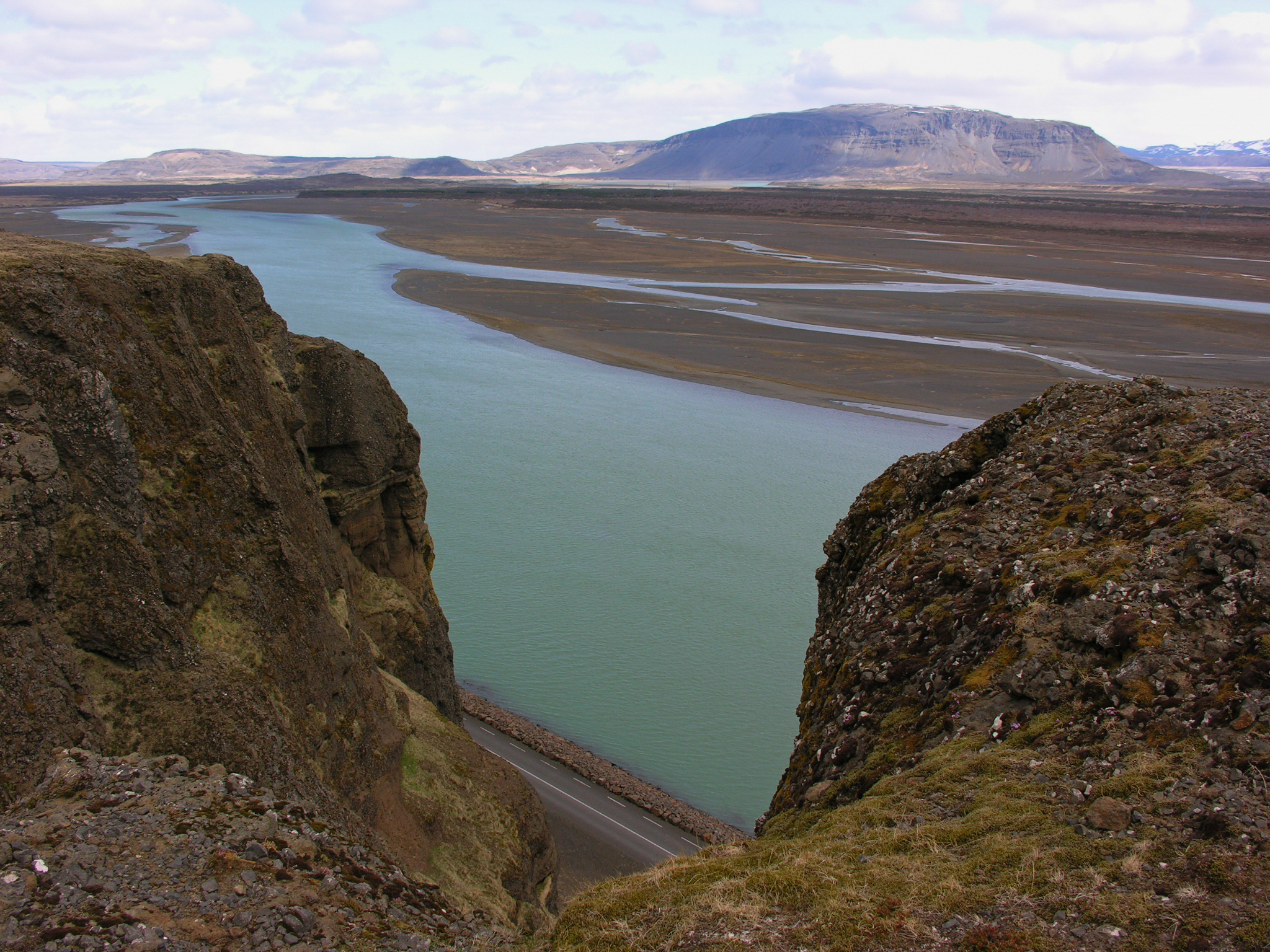
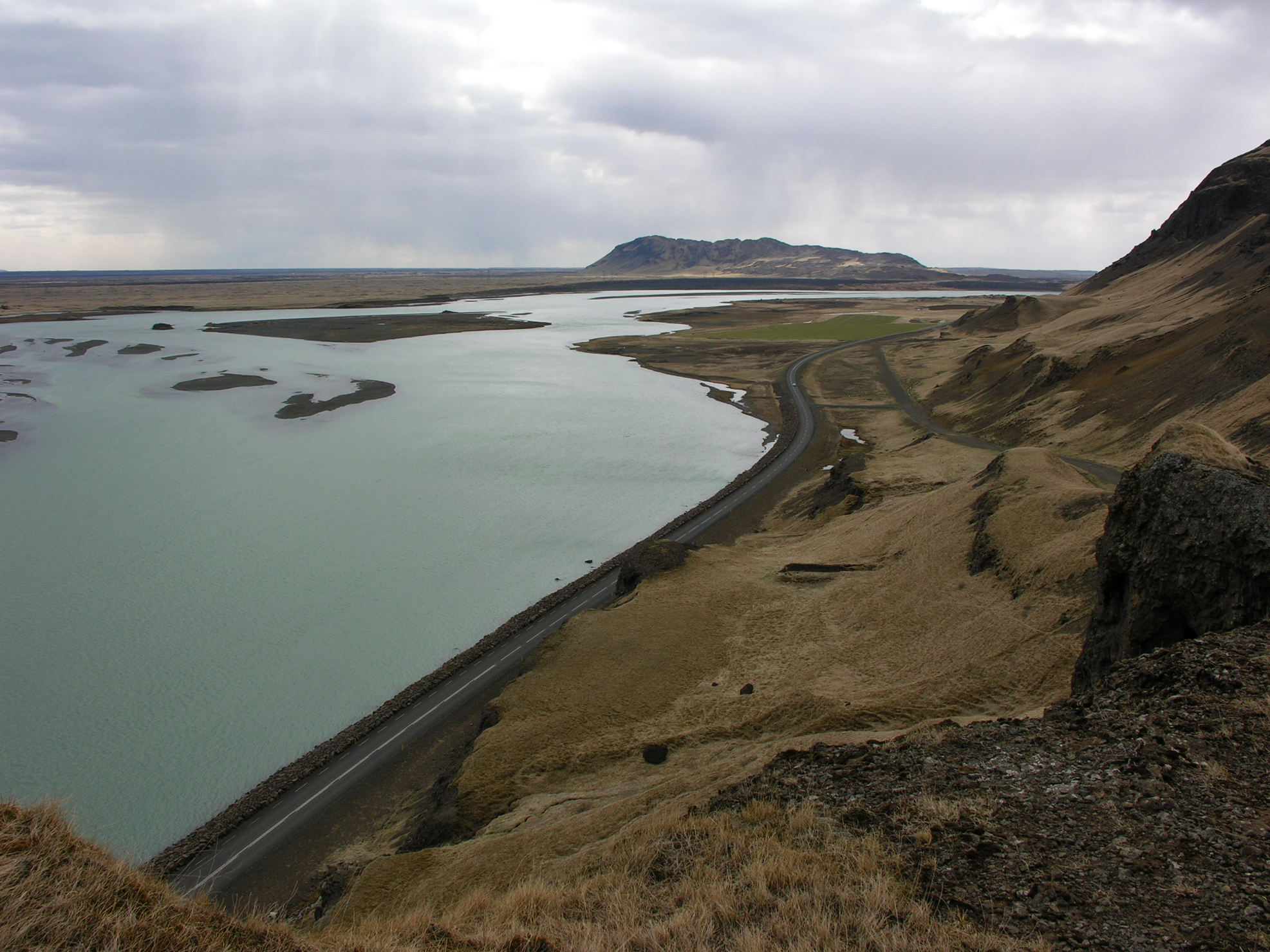
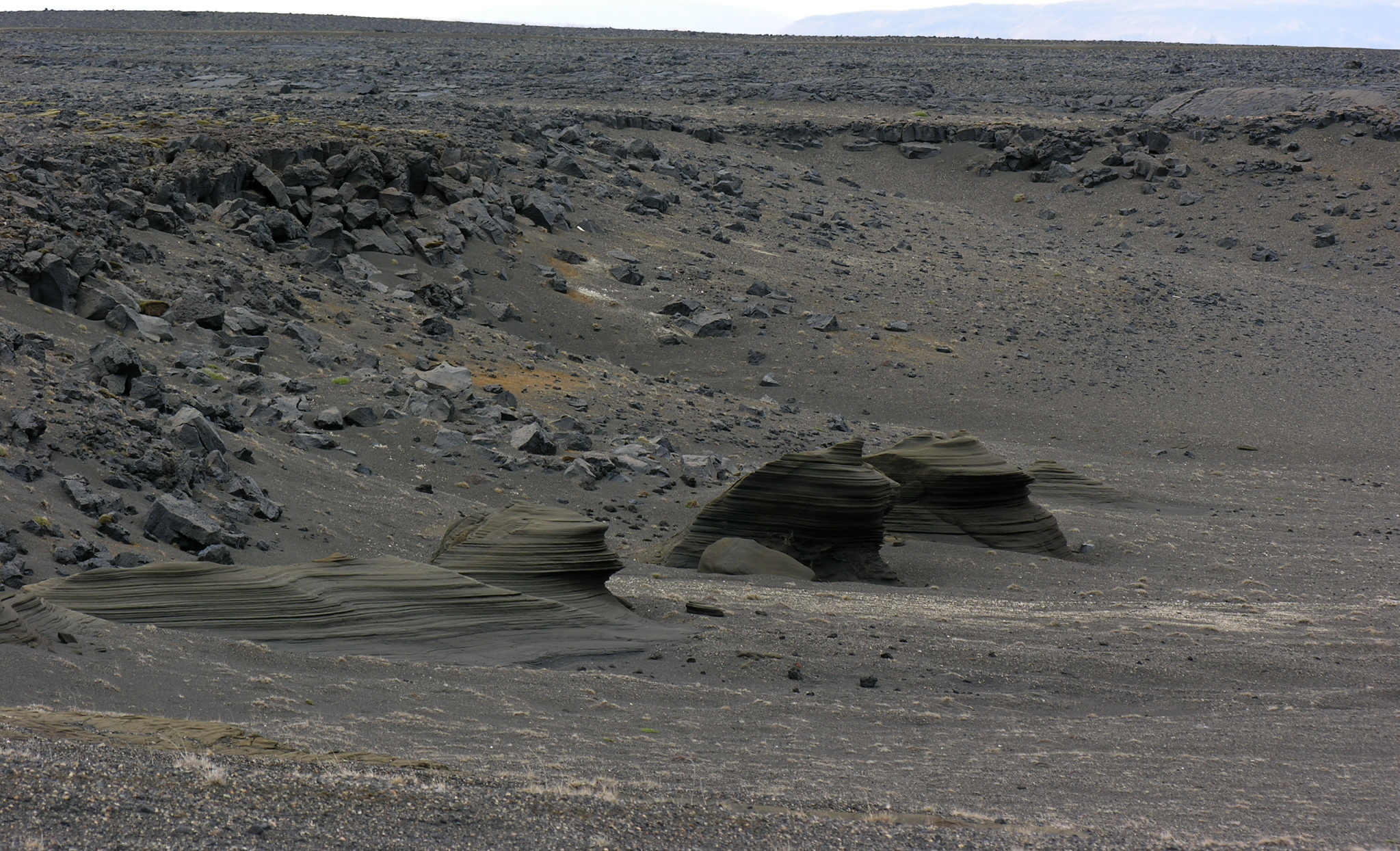

## Trajet
- Route 30
- Route F26